# Ранник собачий
Ранник собачий (Scrophularia canina) — вид квіткових рослин родини ранникових (Scrophulariaceae).

## Біоморфологічна характеристика
Це багаторічна рослина. Рослина заввишки 20–80(125) см; тільки суцвіття має залозисті волоски, в іншому випадку рослина гола, неприємно пахне. Стебла лише нечітко 4-гранні, гіллясті. Листки на ніжках чи сидячі, зелені, нижні перисторозсічені, верхні переважно лише зубчасті. Квітки червонувато-коричневі, дрібні, зібрані в багатоквіткові пірамідальні волоті 5–82 см. Чашечка 1.5–3(3.5) мм. Віночок 4–6 мм, верхня губа розщеплена лише в передній третині. Коробочка (2)3–4(7) мм. Насіння (0.6)0.9–1.5(1.7) × 0.5–1 мм, чорнувате. 2n=26.

## Поширення
Північна Африка, Європа, Туреччина.
В Україні вид росте на кам'янистих місцях — на ПБК та в передгір'ях, часто; на яйлах і Тарханкутському півострові, рідко.